# 5944 Утьосов
5944 Утьосов (5944 Utesov) — астероїд головного поясу, відкритий 2 травня 1984 року.
Тіссеранів параметр щодо Юпітера — 3,218.